# 豔紅絲隆頭魚
豔紅絲隆頭魚（學名：Cirrhilabrus marjorie），又稱豔紅絲鰭鸚鯛，為輻鰭魚綱鱸形目隆頭魚亞目隆頭魚科的其中一種，分布於中西太平洋的斐濟海域，棲息深度20-50公尺，本魚雌性尾鰭截形到邊緣微凹，雄性呈新月狀，腹鰭相當短，不達臀鰭起點，雄性頭部與身體上半部豔紅色，下半部灰白色，黃色的尾鰭，下腹部具5條帶紫色的斑紋，雌性體色主要為淡粉紅色，尾柄有黑色斑點，體長可達5.8公分，棲息在珊瑚礁海域，生活習性不明。

## 擴展閱讀
維基物種上的相關：豔紅絲隆頭魚